# Landgericht Scheßlitz
Das Landgericht Scheßlitz war ein von 1803 bis 1879 bestehendes bayerisches Landgericht älterer Ordnung mit Sitz in Scheßlitz im heutigen Landkreis Bamberg. Die Landgerichte waren im Königreich Bayern Gerichts- und Verwaltungsbehörden, die 1862 in administrativer Hinsicht von den Bezirksämtern und 1879 in juristischer Hinsicht von den Amtsgerichten abgelöst wurden.

## Geschichte
Im Jahr 1803 wurde im Verlauf der Verwaltungsneugliederung Bayerns das Landgericht Scheßlitz errichtet. Dieses wurde nach der Gründung des Königreichs Bayern dem Mainkreis zugeschlagen, dessen Hauptstadt Bamberg war.
Das Landgericht Scheßlitz wurde aus Gebieten gebildet, die vor dem Reichsdeputationshauptschluss Teile des Hochstiftes Bamberg waren. Dies waren:
- vom Amt Scheßlitz: Scheßlitz, Burglesau, Demmelsdorf, Dörnwasserlos, Ehrl, Eichenbühl, Geisdorf, Gräfenhäusling, Großziegenfeld, Herzogenreuth, Hohenhäusling, Köttensdorf, Kremmeldorf, Kübelstein, Ludwag, Mährenhüll, Neudorf, Pausdorf, Peulendorf, Poyendorf, Pünzendorf, Röschlaub, Roßdorf am Berg, Schederndorf, Schmerldorf, Schneeberg mit Uebensdorf, Schweisdorf, Stadelhofen, Steinfeld, Straßgiech, Tiefenellern, Wattendorf, Wiesengiech, Windischletten, Wölkendorf, Wotzendorf, Würgau, Zeckendorf
- vom Amt Burgellern: Burgellern, Doschendorf, Dörnwasserlos, Ehrl, Schlappenreuth, Schneeberg, Schweisdorf
- vom Amt Memmelsdorf: Doschendorf, Roßdach, Schlappenreuth, Schmirlsdorf, Stübig, Weichenwasserlos
- vom Amt Langheim: Peulendorf, Roßdach, Schneeberg, Wasserlos, Wattendorf
- vom Spitalamt: Peulendorf, Schmirlsdorf, Wotzendorf
- vom Gericht Michelsberg: Stübig[1]

Anlässlich der Einführung des Gerichtsverfassungsgesetzes am 1. Oktober 1879 kam es zur Errichtung des Amtsgerichts Scheßlitz, dessen Sprengel deckungsgleich mit dem vorhergehenden Landgerichtsbezirk Scheßlitz war und die damaligen Gemeinden Bojendorf, Breitengüßbach, Burgellern, Burglesau, Demmelsdorf, Dörrnwasserlos, Drosendorf, Ehrl, Gräfenhäusling, Herzogenreuth, Hohengüßbach, Hohenhäusling, Kemmern, Kirchschletten, Kremmeldorf, Lauf, Ludwag, Merkendorf, Neudorf, Oberoberndorf, Peulendorf, Roschlaub, Sassendorf, Schederndorf, Scheßlitz, Schweisdorf, Stadelhofen, Steinfeld, Straßgiech, Stübig, Tiefenellern, Unteroberndorf, Wattendorf, Weichenwasserlos, Wiesengiech, Windischletten, Wölkendorf, Würgau, Zeckendorf und Zückshut beinhaltete.